# Tivodrassus pecki
Espèce
Tivodrassus pecki est une espèce d'araignées aranéomorphes de la famille des Prodidomidae.

## Distribution
Cette espèce est endémique du Mexique. Elle se rencontre  au Chiapas et en Oaxaca.

## Description
Les mâles mesurent de 2,59 à 3,56 mm et la femelle paratype 3,35 mm.

## Systématique et taxinomie
Cette espèce a été décrite par Platnick et Shadab en 1976.

## Étymologie
Cette espèce est nommée en l'honneur de Stewart B. Peck.

## Publication originale
- Platnick & Shadab, 1976 : « A revision of the spider genera Drassodes and Tivodrassus (Araneae, Gnaphosidae) in North America. » American Museum novitates, no 2593, p. 1-29 (texte intégral).